# Yohan Hautcœur
Pour les articles homonymes, voir Hautcœur.
Yohan Hautcœur, né le 30 octobre 1981 à Nantes, est un footballeur français, évoluant au poste de milieu de terrain.

## Biographie
En 1996, alors joueur à La Roche-sur-Yon, il participe à un stage à Clairefontaine avec l'équipe de France des moins de 15 ans (actuellement U16), en compagnie de Mexès et Cissé notamment. Début août 2003, il est présélectionné par Raymond Domenech avec l'équipe de France Espoirs en vue de la rencontre amicale face à la Suisse le mercredi 20 août. Il est finalement absent de la sélection définitive dévoilée le 13 août. 
Le 2 janvier 2011, Yohan Hautcœur signe son grand retour au Mans FC, son club formateur.
Lors des 1/8 de finale de la Coupe de France 2011, Yohan porte le brassard de capitaine, entraînant une victoire à Nancy (club de Ligue 1). Match où le coach fait tourner l'effectif.

## Carrière
| Saison           | Club                          | Pays   | Championnat | Championnat | Championnat | Championnat  | Championnat  |
| Saison           | Club                          | Pays   | Division    | Matchs      | Buts        | Cartons      | Cartons      |
| ---------------- | ----------------------------- | ------ | ----------- | ----------- | ----------- | ------------ | ------------ |
| Saison           | Club                          | Pays   | Division    | Matchs      | Buts        | Carton jaune | Carton rouge |
| 1999 - 2000      | Le Mans UC                    | France | Division 2  | 2           | 0           | 0            | 0            |
| 2000 - 2001      | Le Mans UC                    | France | Division 2  | 1           | 0           | 0            | 0            |
| 2001 - 2002      | Le Mans UC                    | France | Division 2  | 19          | 1           | 0            | 0            |
| 2002 - 2003      | Le Mans UC                    | France | Ligue 2     | 25          | 0           | 1            | 0            |
| 2003 - 2004      | Le Mans UC                    | France | Ligue 1     | 33          | 2           | 3            | 0            |
| 2004 - 2005      | Le Mans UC                    | France | Ligue 2     | 36          | 1           | 1            | 0            |
| 2005 - 2006      | Le Mans UC                    | France | Ligue 1     | 35          | 3           | 4            | 0            |
| 2006 - 2007      | AS Saint-Étienne              | France | Ligue 1     | 23          | 1           | 1            | 0            |
| 2007 - 2008      | FC Lorient (prêt)             | France | Ligue 1     | 33          | 0           | 1            | 0            |
| 2008 - 2009      | AS Saint-Étienne              | France | Ligue 1     | 17          | 0           | 1            | 0            |
| 2009 - 2010      | AS Saint-Étienne              | France | Ligue 1     | 9           | 0           | 0            | 0            |
| 2010 - déc. 2010 | AS Saint-Étienne              | France | Ligue 1     | 0           | 0           | 0            | 0            |
| jan. 2011 - 2011 | Le Mans UC                    | France | Ligue 2     | 5           | 0           | 0            | 0            |
| 2011 - 2012      | La Berrichonne de Châteauroux | France | Ligue 2     | 32          | 0           | 1            | 0            |
| 2012 - 2013      | La Berrichonne de Châteauroux | France | Ligue 2     | 21          | 0           | 2            | 0            |

## Palmarès
- Championnat de France de L2 :
  - Vice-champion : 2003 et 2005